# Più bello di così si muore (film)
Più bello di così si muore è un film del 1982 diretto da Pasquale Festa Campanile.
Il soggetto è tratto dall'omonimo romanzo di Antonio Amurri che ha curato anche la sceneggiatura con Ottavio Jemma.

## Trama
Roma. Spartaco Meniconi è un ex detenuto senza occupazione. Insieme alla moglie incinta Amelia vive col cognato Agenore, che non perde occasione per rinfacciargli la sua generosità. Spartaco, che è un bel ragazzo, ha anche una relazione con Ottavia, la moglie di Agenore. Le donne gli piacciono molto, ma lui, in cerca di lavoro, trova spessissimo uomini che vogliono da lui solo prestazioni particolari. Capita che si sfoghi con i familiari di queste situazioni incresciose e a lungo andare i familiari, sempre più pieni di debiti e di necessità, lo persuadono a travestirsi da donna, lo vestono, lo truccano e imparruccano e lo mandano nei luoghi dove può trovarsi di che vivere.
Il primo cliente è addirittura un conte, il conte Nereo di Sanfilippo, che, timido, molto miope e bisognoso di affetto, si innamora perdutamente di Spartaco/Marina. Addirittura propone il matrimonio, accetta qualsiasi condizione e mette a disposizione un meraviglioso appartamento in centro. La famiglia ha sempre più pretese e la situazione si evolverà in vario modo, finché Spartaco si rivelerà per quello che è e sua moglie Amelia passerà nelle braccia di Nereo.